# بيدرو حزقيال سوتو
بيدرو حزقيال سوتو (بالإنجليزية: Pedro Juan Soto)‏ هو صحفي وكاتب أمريكي، ولد في 11 يوليو 1928 في Cataño, Puerto Rico ‏ في الولايات المتحدة، وتوفي في 7 نوفمبر 2002 في سان خوان في بورتوريكو.